# Mykolas Arlauskas
Mykolas Arlauskas (ur. 1 października 1930 w Turloviškės, zm. 7 lutego 2020 w Wilnie) – litewski naukowiec i polityk, dr hab.

## Życiorys
Studiował w Litewskiej Akademii Rolniczej, w 1990 obronił pracę doktorską, oraz habilitował się na podstawie pracy. W 1995 otrzymał nominację profesorską. Pracował w Instytucie Rolniczym.
Od 1990 do 1992 piastował mandat deputowanego do Rady Najwyższej Republiki Litewskiej.
Zmarł 8 lutego 2020.

## Odznaczenia
- 2000: Medal Niepodległości Litwy[1]